# 想看你微笑
《想看你微笑》（英語：Smile），2018年中国偶像剧。本剧改编自紫鱼儿的同名小说，由李汶翰、杜雨宸领衔主演，优酷视频于2018年5月29日首播。

## 播出时间
| 频道     | 所在地   | 播映日期      | 播出时间                                             | 备注 |
| -------- | -------- | ------------- | ---------------------------------------------------- | ---- |
| 优酷视频 | 中国大陆 | 2018年5月29日 | VIP会员周二20:00更新6集，非会员周二至周五每天更新1集 |      |

## 演员列表

### 主要演员
| 演員   | 角色   | 介紹 |
| 李汶翰 | 舒湛   | 偶像歌手。因為十四年前的一個意外導致患有不可觸摸症，在紀小行的幫助下痊癒，喜欢纪小行。最後和小行在一起。       |
| 杜雨宸 | 纪小行 | 演員。因為十四年前的一個意外導致患有鏡頭失語症，舒湛的助理，夢想是成為實力派演員，喜歡舒湛。最後和舒湛在一起。 |

### 其他演员
| 演員   | 角色   | 介紹                                                           |
| 侯俊丞 | 辛垣陵 | 盛華集團，一開始認為紀小行是危險人物但後來喜歡上紀小行。       |
| 刘倩妏 | 杜若   | 紀小行的閨蜜兼室友，杜念的姊姊，夜零的助理，最后和夜零在一起。 |
| 林世杰 | 夜零   | 導演，喜歡和杜若吵架，和紀小行是親戚關係。                     |
| 祁汉   | 苏惟白 | 演員                                                           |
| 林瀟   | 安歌   | 演員。一開始喜歡紀小行，但後來喜歡上杜念。最後和杜念在一起。   |
| 黄馨瑶 | 杜念   | 杜若的妹妹，紀小行的室友，新人女演員。最後和安歌在一起。       |
| 赵多娜 | 沈寻   | 平面模特兒，一線女星，舒湛的青梅竹馬。                         |
| 张沙沙 | 江野   | 舒湛、沈尋的經紀人                                             |